# Clementine de Orléans
Clémentine de Orléans (franceză Marie Clémentine Léopoldine Caroline Clotilde d'Orléans) (3 iunie 1817 – 16 februarie 1907), prințesă de Saxa-Coburg și Gotha, a fost al șaselea copil din zece și cea mai mică fiică a regelui Ludovic-Filip al Franței și a reginei Maria Amalia a celor Două Sicilii. A fost mama țarului Ferdinand I al Bulgariei.

## Primii ani

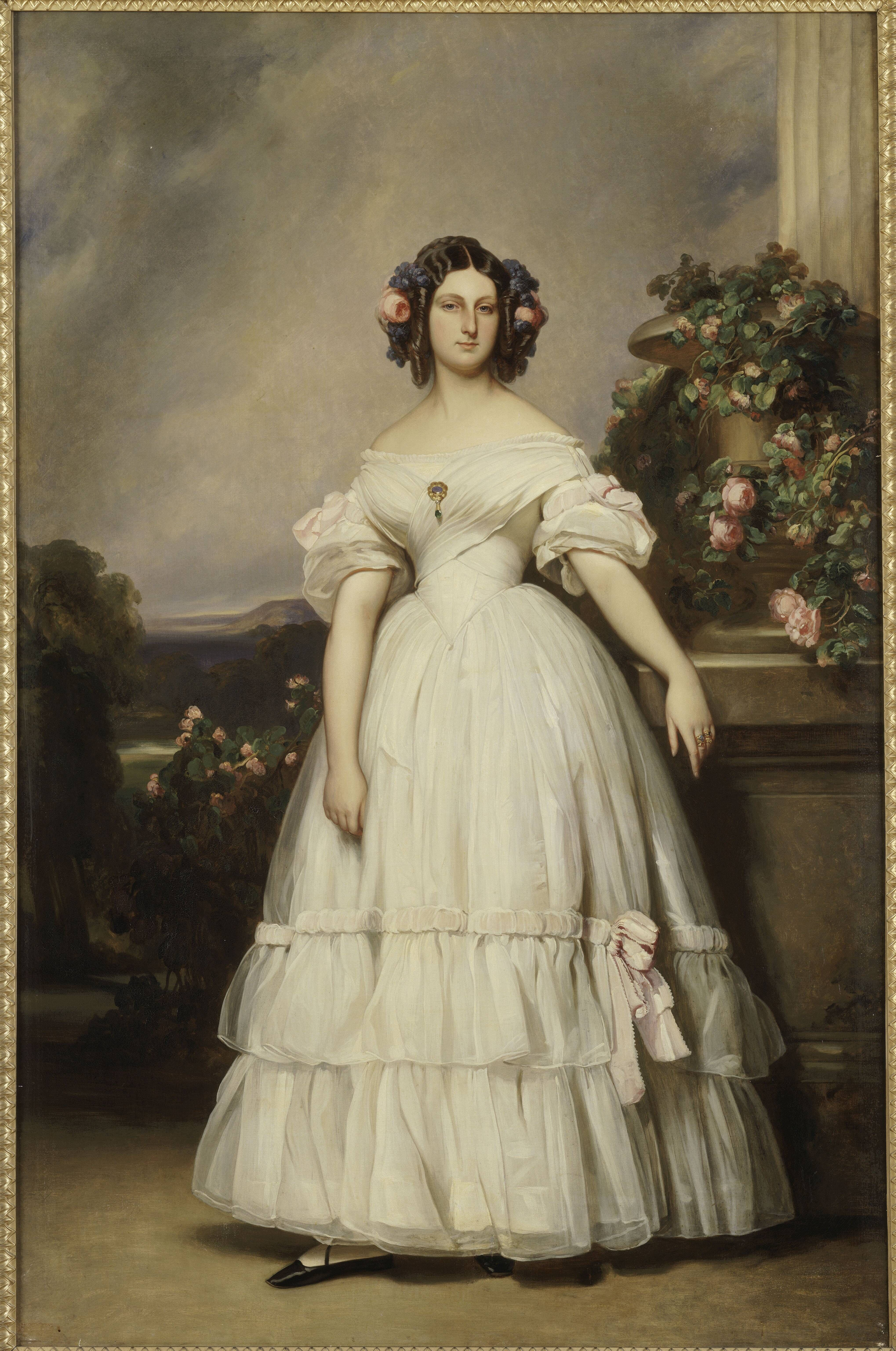
Portret al prințesei de Winterhalter.

Marie Clémentine Léopoldine Caroline Clotilde de Orléans, numită Mademoiselle de Beaujolais, s-a născut la 3 iunie 1817 la Castelul Neuilly, în Neuilly-sur-Seine, Franța, curând după Restaurația Bourbonilor. A devenit o prințesă regală, Prințesă de Orléans, după ascensiunea la tron a tatălui ei în 1830.
Istoricul radical Jules Michelet i-a predat istorie Clementinei, care și-a petrecut orele glorificând Revoluția franceză elevei sale.

## Căsătorie
În 1836, existau zvonuri că prințesa Clémentine se va căsători cu verișorul ei, Ferdinand al II-lea al celor Două Sicilii, după ce va trece perioada lui de doliu după soție.
Regele Leopold al II-lea al Belgiei a organizat căsătoria Clementinei cu Prințul August de Saxa-Coburg-Kohary, care era strâns conectat cu casele regale ale Portugaliei, Spaniei, Belgiei, Braziliei, Mexicului și Austro-Ungariei. August era al doilea fiu al Prințului Ferdinand de Saxa-Coburg și Gotha și a soției acestuia, Maria Antonia Koháry.
Verișorul lui August, Albert, se căsătorise cu regina Victoria și devenise Prinț Consort în Regatul Unit.
Contractul de căsătorie dintre Clémentine și August a fost semnat la Viena la 24 februarie 1843 de ambasadorul francez Charles Joseph, conte de Flahaut, reprezentând-o pe Clémentine și ambasadorul belgian baronul O'Sullivan, reprezentându-l pe August.
La 20 aprilie 1843, Prințesa Clémentine s-a căsătorit cu Prințul August la Castelul Saint-Cloud, în prezența a multor membri ai regalității europene. Cuplul a avut cinci copii:
| Nume                                        | Naștere           | Deces              | Note |
| ------------------------------------------- | ----------------- | ------------------ | --- |
| Prințul Filip de Saxa-Coburg și Gotha       | 28 martie 1844    | 3 iulie 1921       | căsătorit cu verișoara lui, Prințesa Louise, fiica regelui Leopold al II-lea al Belgiei, la 4 februarie 1875; au avut copii         |
| Prințul Ludwig August de Saxa-Coburg-Kohary | 8 august 1845     | 14 septembrie 1907 | căsătorit cu Leopoldina a Braziliei, fiica mai mică a împăratului Pedro al II-lea al Braziliei, la 15 decembrie 1864; au avut copii |
| Prințesa Clotilde de Saxa-Coburg și Gotha   | 1846              | 1927               | căsătorită cu Arhiducele Joseph Karl de Austria, Palatin al Ungariei, la 12 mai 1864; au avut copii                                 |
| Prințesa Amalie de Saxa-Coburg și Gotha     | 1848              | 1894               | căsătorită cu Ducele Maximilian Emanuel de Bavaria, fratele mai mic al împărătesei Elisabeta de Austria; au avut copii              |
| Ferdinand, Țar al Bulgariei                 | 26 februarie 1861 | 10 septembrie 1948 | căsătorit cu Prințesa Marie Louise de Bourbon-Parma, fiica lui Robert I de Parma, la 20 aprilie 1893; au avut copii                 |

Revoluția franceză de la 1848 a dus la sfârșitul domniei tatălui ei și prințesa a părăsit Franța împreună cu tatăl ei și mulți membri ai familiei regale. S-a instalat în Anglia, apoi la  Cobourg și în cele din urmă la Viena, unde soțul ei era ofițer.
August a murit în 1881 iar Clémentine nu s-a recăsătorit.
Realizând că nu va fi niciodată regină, Clémentine și-a îndreptat eforturile pentru a-l instala în Ferdinand, copilul ei favorit, ideea că fiind descendent direct nu numai al lui Ludovic Filip dar și al Regelui-Soare, merită să devină rege. Clémentine s-a asigurat că Ferdinand este bine educat; el vorbea fluent câteva limbi străine și era pasionat de științele naturale și natură.
Clémentine a făcut lobby pentru alegerea fiului ei ca Prinț al Bulgariei.

## Clémentine în Bulgaria
Clementine și-a urmat fiul în Bulgaria, undea ea a devenit o persoană importantă ca mamă a suveranului. Extrem de bogată, Clémentine s-a făcut populară în țara adoptivă folosindu-și banii inclusiv donând 4 milioane franci pentru finalizarea unei căi ferate care lega Bulgaria de rețeaua feroviară din Europa.
Se consideră că ea a avut un impact pozitiv în societatea bulgară; a finanțat mai multe clădiri și instituții cum ar fi școala pentru orbi și spitalul Klimentinskata și a fost fondatoarea Crucii Roșii bulgare.
De asemenea, Clémentine și-a câștigat reputația pentru disprețul și trufia față de oricine care nu avea sânge regal, deși ea a surprins mulți observatori cu farmec și umorul bun. Prietenă a reginei Victoria, Clémentine lua prânzul cu Victoria, în particular la Coburg  când regina își vizita rudele germane.
Clémentine a căutat o mireasă potrivită pentru Ferdinand și se spune că era nerăbdătoare să aranjeze căsătoria dintre Ferdinand și Prințesa Hélène de Orléans, fiica contelui de Paris însă Prințesa Hélène a refuzat. În cele din urmă, fiul ei s-a căsătorit cu Maria-Luiza de Bourbon-Parma, fiica cea mare a lui Robert I, Duce de Parma și a Prințesei Maria Pia de Bourbon-Două Sicilii.
În februarie 1896, Clémentine "a rupt relațiile" cu Ferdinand după ce acesta a acceptat ca fiul său cel mare, Boris să fie botezat ortodox.. În 1899, nora ei a murit în urma complicațiilor după nașterea fiicei ei, Nadejda, iar Clémentine și-a asumat responsabilitatea educării copiilor.
Odată cu trecerea timpului, auzul ei s-a deteriorat și a devenit dependentă de enormul ei cornet acustic. Cu toate acestea, chiar și la 80 de ani, adesea Clémentine călătorea la Paris pentru a studia ultima modă.
După ce l-a văzut pe Ferdinand recunoscut internațional ca Prinț al Bulgariei, Clémentine a murit cu un an înainte ca visul ei de a-l vedea instalat ca monarh s-a împlinit.
Clémentine a murit la Viena la 16 februarie 1907, la vârsta de 89 de ani. Influența ei asupra lui Ferdinand era atât de pronunțată încât oamenii au început să prezică căderea lui. A fost înmormântată la Coburg, cu o inscripție compusă de Ferdinand după instalarea lui ca țar în 1908: "Fiică de rege, nu regină ea însăși dar mamă de rege."